# Marcha del Orgullo LGBT de Nueva York

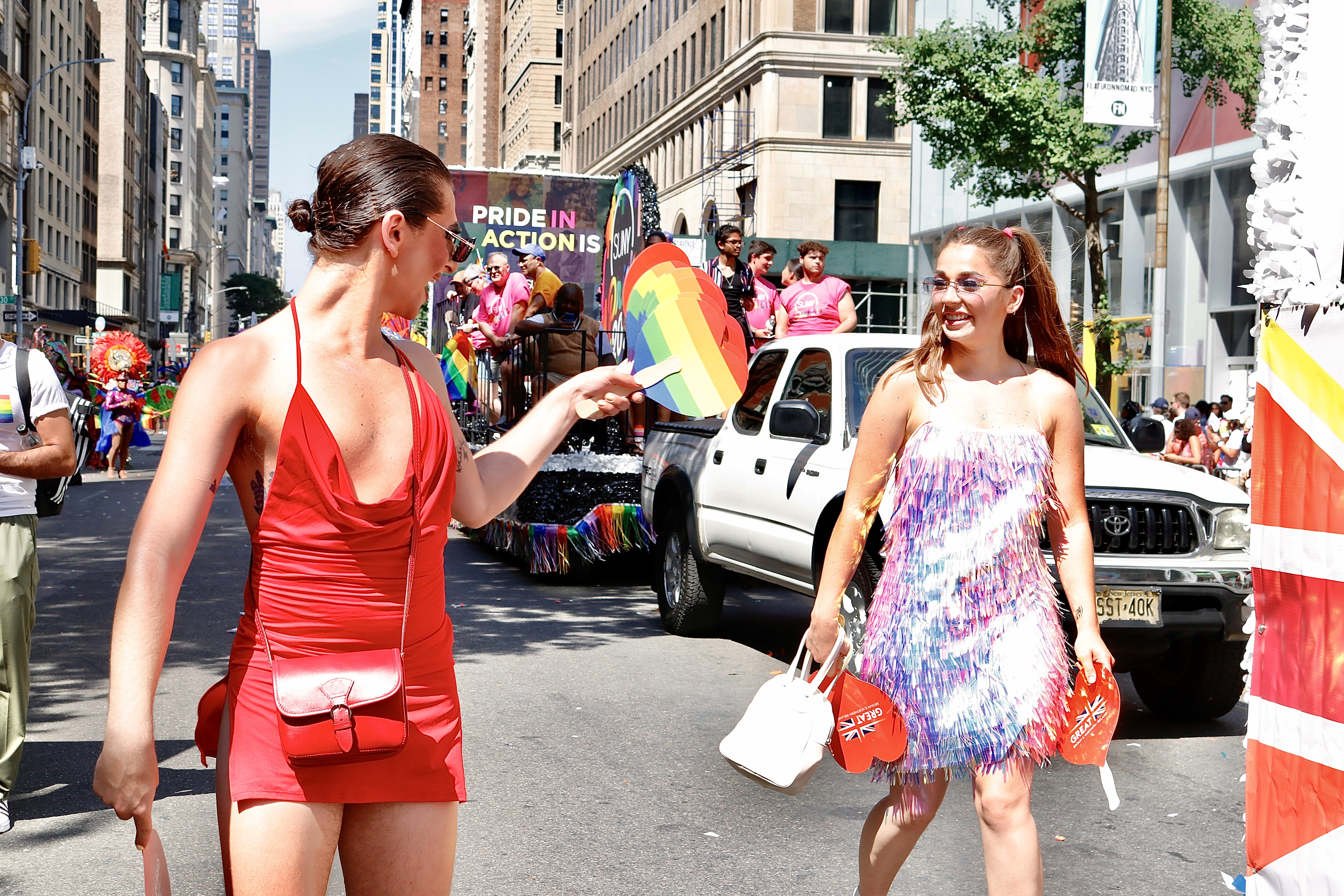
Millones de espectadores se reúnen cada mes de junio para la Marcha del Orgullo LGBT de Nueva York, tal como se ilustra aquí en la edición del 2022.

La Marcha del Orgullo LGBT de Nueva York es una actividad anual que celebra a la comunidad LGBTQ de la Ciudad de Nueva York. Es la marcha del orgullo más grande de Norteamérica y está entre las actividades del orgullo de mayor concurrencia en todo el mundo. Cada mes de junio, atrae a decenas de miles de participantes y millones de espectadores. La ruta de la marcha atraviesa el Bajo Manhattan hacia el sur en la Quinta Avenida, cruza el barrio de Greenwich Village y pasa por el Monumento Nacional Stonewall, que es el sitio de los disturbios de junio de 1969 que impulsaron el movimiento por la defensa de los derechos LGBTQ+.
La Marcha es un elemento fundamental de la conmemoración del Orgullo LGBT en la Ciudad de Nueva York y se lleva a cabo en el último domingo del mes de junio. En el 2019, se calcula que unos cuatro millones de personas asistieron a la marcha, que coincidió con el 50.º aniversario de los disturbios de Stonewall. La celebración atrajo a cinco millones de visitantes a Manhattan durante el fin de semana del Orgullo LGBT.

## Orígenes
En las tempranas horas del sábado 28 de junio de 1969, un grupo de personas de identidades y orientaciones de género lesbianas, gay, bisexuales y transgénero (LGBT) realizaron disturbios tras una redada policial en el Stonewall Inn, un bar LGBT ubicado en el número 53 de la Calle Christopher en Greenwich Village, Bajo Manhattan. Este suceso, junto con las protestas y los disturbios que se sucedieron en las noches siguientes, marcó un momento decisivo en el movimiento por los derechos LGBT de la era moderna y en el ímpetu por organizar marchas del orgullo LGBT en una escala mucho mayor. Las personas veteranas de los disturbios fundaron un grupo, la Stonewall Veterans Association, que ha continuado impulsando el avance de los derechos LGBT, desde la época de los disturbios en el Stonewall Inn hasta la actualidad.
En las semanas siguientes a los disturbios, se reunieron 500 personas para una manifestación de Gay Power  en el parque Washington Square Park, seguida de una marcha hacia la Plaza Sheridan dentro del barrio West Village.
El 2 de noviembre de 1969, durante una reunión de la Eastern Regional Conference of Homophile Organizations (ERCHO)  en Filadelfia, Craig Rodwell y su pareja Fred Sargeant, además de Ellen Broidy y Linda Rhodes propusieron, mediante una resolución, celebrar una marcha anual en la Ciudad de Nueva York:

We propose that a demonstration be held annually on the last Saturday in June in New York City to commemorate the 1969 spontaneous demonstrations on Christopher Street and this demonstration be called CHRISTOPHER STREET LIBERATION DAY. No dress or age regulations shall be made for this demonstration.

We also propose that we contact Homophile organizations throughout the country and suggest that they hold parallel demonstrations on that day. We propose a nationwide show of support.
Proponemos que se celebre una manifestación anual el último sábado del mes de junio en la Ciudad de Nueva York para conmemorar las manifestaciones espontáneas que se dieron en la Calle Christopher, y que esta celebración denomine DÍA DE LA LIBERACIÓN DE LA CALLE CRISTOPHER. No se establecerán ningunas normas de vestimenta ni edad para esta manifestación.

También proponemos que nos pongamos en contacto con organizaciones homófilas en todo el país y sugerirles que lleven a cabo manifestaciones paralelas el mismo día. Proponemos una demostración nacional de apoyo.

Todas las personas que asistieron a la reunión de ERCHO en Filadelfia votaron a favor de la marcha, a excepción de la Sociedad Mattachine, que se abstuvo. Entre las personas que asistieron a la reunión, hubo algunas afiliadas al Frente de Liberación Gay (GLF) invitadas por el grupo de Rodwell, Homophile Youth Movement in Neighborhoods (HYMN).
Las reuniones para organizar la marcha comenzaron a principios de enero en el apartamento de Rodwell ubicado en el número 350 de la Calle Bleecker. Al principio, hubo dificultades para lograr que algunas de las grandes organizaciones de la Ciudad de Nueva York, tales como Gay Activists Alliance (GAA), enviaran a sus representantes. Craig Rodwell y su pareja Fred Sargeant, además de Ellen Broidy, Michael Brown, Marty Nixon y Foster Gunnison Jr. de Mattachine componían el grupo central del CSLD Umbrella Committee (CSLDUC). Para obtener financiamiento inicial, Gunnison fungió como el tesorero y solicitó donaciones a las organizaciones homófilas nacionales y a patrocinadores, mientras que Sargeant hizo lo propio mediante la lista de correo de clientes de la librería Oscar Wilde Memorial Bookshop. Por su parte, Nixon trabajó para obtener apoyo financiero del GLF gracias a su posición como el tesorero de esa organización. Otros pilares del comité organizador fueron Judy Miller, Jack Waluska, Steve Gerrie y Brenda Howard del GLF. El comité fijó el domingo 28 de junio de 1970 como la fecha para celebrar la primera marcha, ya que creía que más gente asistiría si se realizaba un domingo y, además, para conmemorar la fecha del inicio de los disturbios de Stonewall. Luego de que Michael Kotis reemplazara a Dick Leitsch como el presidente de Mattachine NY en abril de 1970, terminó la oposición de este grupo a la marcha.
El Día de la Liberación de la Calle Christopher el 28 de junio de 1970 marcó el primer aniversario de los disturbios de Stonewall con una marcha desde la Plaza Sheridan por 51 cuadras hasta el área del prado Sheep Meadow en el parque Central Park. La marcha tomó menos de la mitad del tiempo programado gracias a la emoción de les participantes pero también debido a su recelo de caminar por la ciudad con pancartas y carteles con motivos gay. Aunque el permiso para realizar la marcha tan solo llegó dos horas antes de que comenzara, les participantes no enfrentaron mucha resistencia por parte de espectadores. The New York Times publicó en su portada que la marcha había cubierto unas 15 cuadras. La cobertura por parte de The Village Voice fue positiva al describir (...)the out-front resistance that grew out of the police raid on the Stonewall Inn one year ago.  También hubo una reunión en la Calle Christopher.

## Comité organizador
La primera marcha en 1970 fue organizada por el Christopher Street Liberation Day Committee  Desde 1984, tanto la marcha como las actividades relacionadas con el orgullo LGBT en la Ciudad de Nueva York las ha producido y organizado Heritage of Pride (HOP),  una organización sin ánimo de lucro liderada por personas voluntarias, que es apartidista y está exenta de impuestos y cuyo nombre comercial es NYC Pride. HOP le da la bienvenida a cualquier persona que desee participar, sin importar su edad, credo, género, identidad de género, condición de VIH, país de origen, raza, religión ni capacidades físicas, cognitivas ni de desarrollo. HOP no utiliza calificadores para indicar participación.
En el 2021, el comité organizador de NYC Pride anunció que a las personas que pertenezcan a los organismos encargados de aplicación de la ley se les prohibiría marchar en uniforme en el desfile hasta el 2025, que será cuando los comités y la junta directiva de NYC Pride volverán a examinar esta disposición.

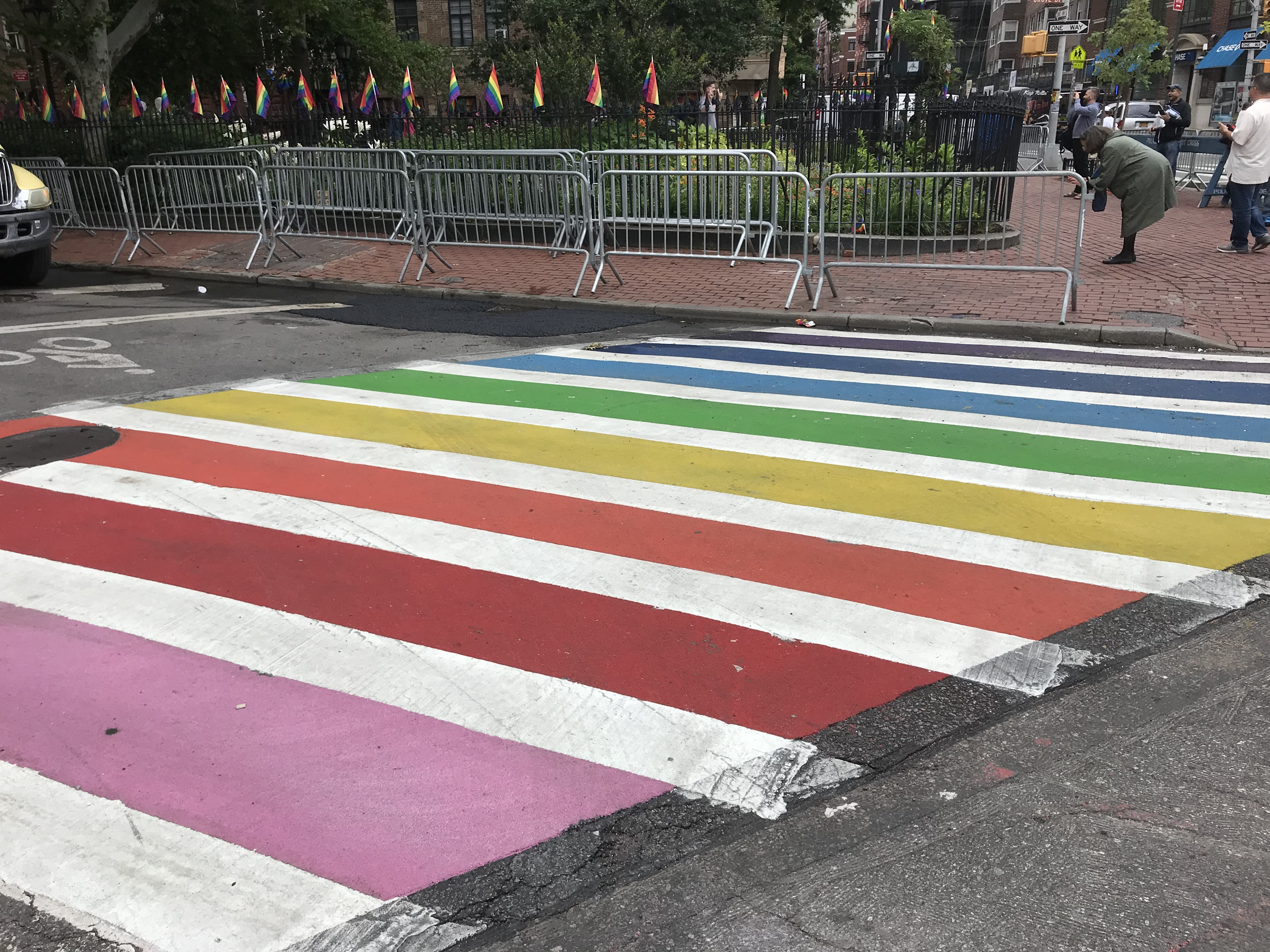
Cruce peatonal pintado con los colores del arcoíris en la esquina de la Séptima Avenida y la Calle Christopher.

## Transmisión
Por muchos años, el desfile solo estaba disponible de manera local para los clientes de Time Warner Cable a través de su canal de noticias NY1. En el 2017, WABC-TV transmitió en directo la Marcha del Orgullo LGBT de Nueva York por primera vez a nivel regional y puso la retransmisión para que estuviera disponible en todas las partes del mundo donde es posible acceder a este tipo de contenidos. Cada año, WABC-TV continúa transmitiendo las tres primeras horas de la marcha—la cual duró más de nueve horas en sus ediciones del 2017 y el 2018. Las transmisiones de ambos años fueron nominadas a los premios Emmy. En el 2022, la transmisión de WABC-TV también estuvo disponible mediante streaming por ABC News Live y Hulu.

## Divisiones
En el transcurso de cinco décadas, varios grupos han acusado a la Marcha del Orgullo de Nueva York de haber perdido sus raíces políticas y activistas y haberse convertido en un sitio para el pinkwashing corporativo, el capitalismo rosa y la asimilación de las identidades queer. Estas críticas han dado lugar a diversas actividades independientes realizadas sin obtener permisos ni la presencia de la policía. Desde 1993, la marcha de lesbianas Dyke March de Nueva York se ha realizado cada año en el sábado anterior. También, desde 1994, la New York City Drag March—también llamada NYC Drag March —se ha realizado cada año en el viernes anterior. Esta comenzó como una protesta contra la prohibición de la presencia de cuero y arte drag durante el 25.º aniversario de Stonewall. Para coincidir con el 50.º aniversario de los disturbios de Stonewall en el 2019, la coalición Reclaim Pride Coalition organizó la primera Marcha por la Liberación Queer, que se realizó el domingo por la mañana, horas antes del desfile del Orgullo en Nueva York.

## Magnitud
La primera marcha, en 1970, fue noticia de primera plana en The New York Times. Este informó que la marcha se extendió por unas quince manzanas de la ciudad. La marcha contó con miles de participantes. Según los organizadores, estas cifras variaron: 3,000 and 5,000 and even 20,000.  La variación podría deberse en parte a que, si bien la marcha comenzó con más de una docena de contingentes homosexuales y feministas, se les animó a los espectadores del desfile a que se unieran. En la actualidad, Heritage of Pride requiere la inscripción previa de participantes en la marcha y coloca barricadas a lo largo de todo el recorrido para desalentar esta práctica.
Aunque la estimación del tamaño de la multitud no es una ciencia exacta, la Marcha de Nueva York se considera, en general, como la mayor Marcha del orgullo en los Estados Unidos, con una asistencia de 2.1 millones de personas en el 2015 y 2.5 millones en el 2016. En el 2018, la asistencia se estimó en torno a los dos millones. En el 2019, como parte de Stonewall 50—WorldPride Nueva York 2019, hasta cinco millones de personas participaron durante el último fin de semana de las celebraciones, con una asistencia estimada al desfile de cuatro millones. El desfile, de doce horas de duración, contó con 150 000 participantes, que se habían preinscrito, entre 695 grupos. Fue el mayor desfile de cualquier tipo en la historia de la ciudad y cuatro veces más grande que la celebración anual de la Bola de Times Square en la víspera de Año Nuevo.

## Grand Marshalls
En las marchas del orgullo LGBT en los Estados Unidos, el título de Grand Marshall  se les concede a las personas consideradas como «héroes o heroínas locales» de una ciudad o personas abiertamente queer dentro de la comunidad LGBT que hayan realizado contribuciones significativas para lograr inclusión en la sociedad, tales como celebridades.

### 2023
- Billy Porter:  artista, cantante y actor de teatro gay[47]
- Yasmin Benoit: la primera Gran Mariscala abiertamente asexual [48]
- AC Dumlao: artiste y educadore no binarie[49]
- Hope Giselle: autora y activista trans[50]
- Randolfe "Randy" Wicker: actor, activista y archivista[47]

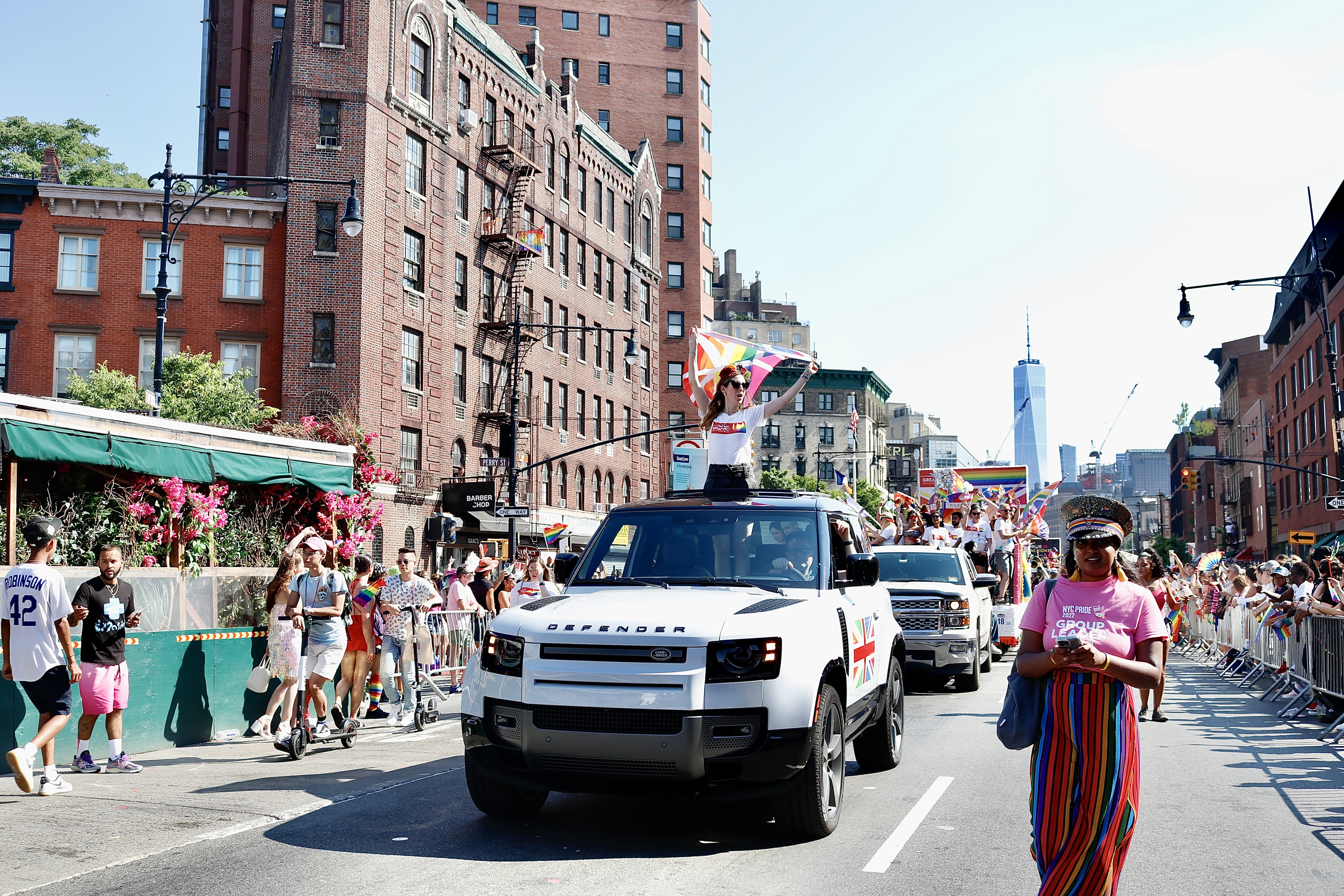
Marcha del Orgullo en Nueva York (2022).

### 2022
- Dominique Morgan: artista y directora ejecutiva de The Okra Project, un grupo que brinda apoyo a personas de raza negra de género no binario y género no conforme[51]
- Ts Madison: actriz, primera mujer trans de raza negra en protagonizar y producir su propia serie de telerrealidad[51]
- Chase Strangio: hombre trans, abogado y activista por los derechos de las personas trans[51]
- Punkie Johnson: comediante y actriz lesbiana[51]
- Schuyler Bailar: primer nadador abiertamente trans en la División I de la NCAA[51]

### 2019: Stonewall 50
- Mj Rodriguez, Indya Moore y Dominique Jackson: del elenco de Pose[52]
- Phyll Opoku-Gyimah: también conocida como Lady Phyll, activista británica por la igualdad racial y de género[52]
- Monica Helms: mujer trans, creadora de la bandera del orgullo trans más conocida[52]
- The Trevor Project: organización sin ánimo de lucro para la prevención de suicidios de jóvenes LGBT [52]
- el Frente de Liberación Gay[52]

### 2018
- Billie Jean King: extenista, lesbiana, activista por los derechos de la mujer[53]
- Lambda Legal: organización para la defensa de los derechos civiles de las comunidades LGBT y las personas que viven con VIH/sida[53]
- Tyler Ford: escritore, actore y activiste agénero que aboga por las personas trans y no binaries[53]
- Kenita Placide: activista de derechos humanos, VIH y LGBT[53]

### 2017
- Unión Estadounidense por las Libertades Civiles: organización sin fines de lucro cuya misión principal es defender los derechos y las libertades de cada persona[54]
- Brooke Guinan: la primera bombera abiertamente trans del Departamento de Bomberos de la Ciudad de Nueva York[54]
- Krishna Stone: activista de la organización sin fines de lucro GMHC, cuya misión es terminar con la epidemia del SIDA y mejorar la vida de las personas afectadas[54]
- Geng Le: activista chino por los derechos LGBT y fundador de la aplicación de red social gay Blued[54]

### 2016
- Jazz Jennings:  mujer trans, personalidad de YouTube y televisión, y activista por los derechos LGBT[55]
- Subhi Nahas: refugiado sirio, cofundador de la primera revista LGBT en Siria[55]
- Cecilia Chung: líder de derechos civiles y activista por los derechos LGBT[55]

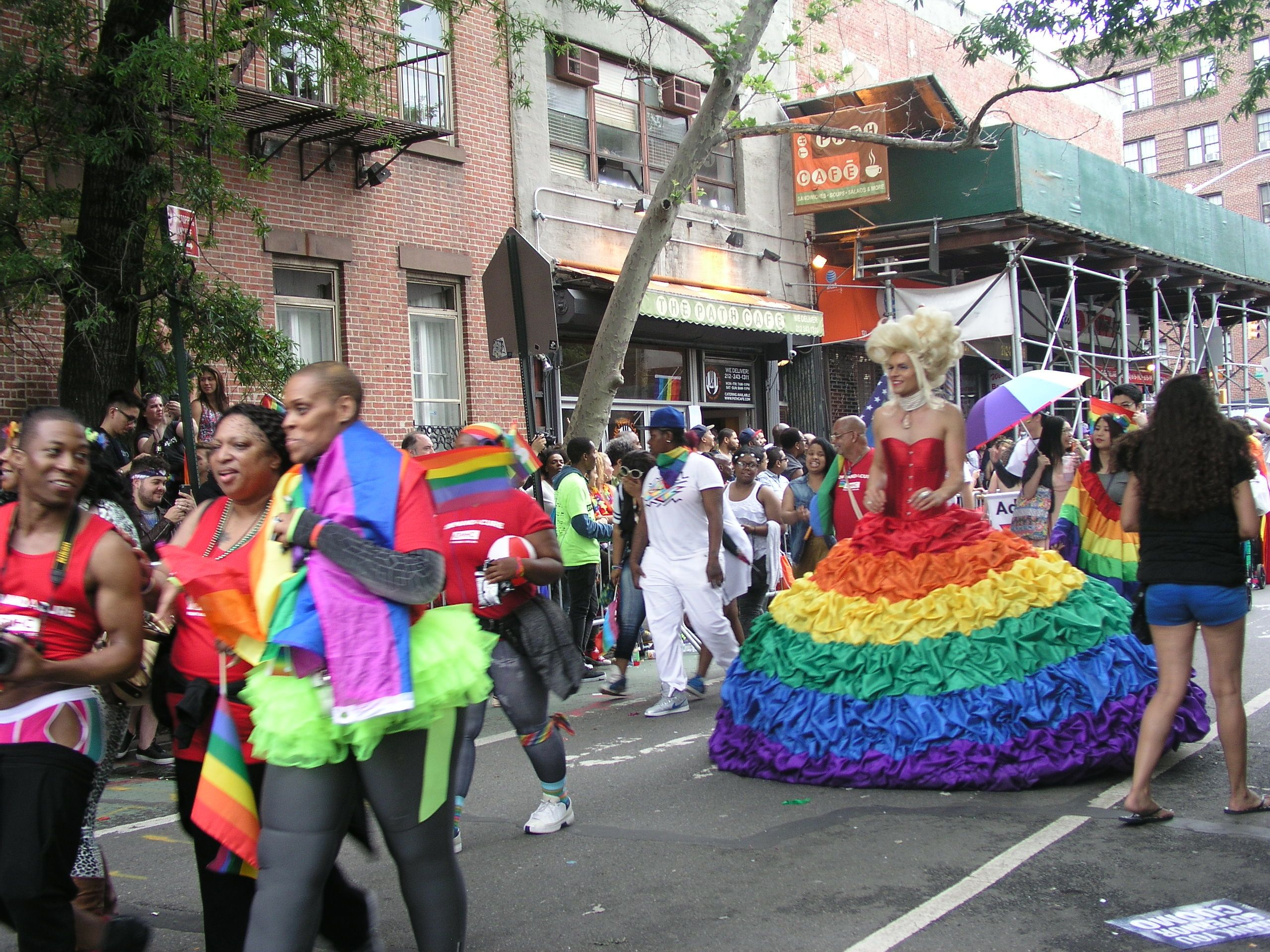
Marcha del Orgullo en Nueva York (2015).

### 2015
- Ian McKellen: actor y activista por los derechos LGBT
- Derek Jacobi: actor, abiertamente homosexual
- Kasha Jacqueline Nabagesera: activista LGTB, fundadora y directora ejecutiva de la organización Freedom and Roam Uganda
- J. Christopher Neal: el primer Gran Mariscal abiertamente bisexual[56]

### 2014
- Laverne Cox: actriz, defensora de los derechos LGBT
- Jonathan Groff: cantante y actor
- Rea Carey: activista por los derechos LGBT y directora ejecutiva de la organización sin ánimos de lucro National Gay and Lesbian Task Force en pro de la justicia social

### 2013
- Edith Windsor: activista por los derechos LGBT, demandante principal en el caso Estados Unidos contra Windsor que dio como resultado que la Corte Suprema de los Estados Unidos declarara inconstitucional la sección 3 de la Ley de Defensa del Matrimonio[57][58]
- Earl Fowlkes: activista por los derechos de las personas LGBT de raza negra[58]
- Harry Belafonte: músico, actor y activista social[58]

### 2012
- Cyndi Lauper: cantante, compositora, actriz y activista[59]
- Chris Salgardo: exdirector ejecutivo de la marca de productos de belleza para hombres Kiel's Since 1851.[59][60]
- Connie Kopelov y Phyllis Siegel: la primera pareja del mismo sexo en contraer matrimonio legal en la Ciudad de Nueva York[59][61]

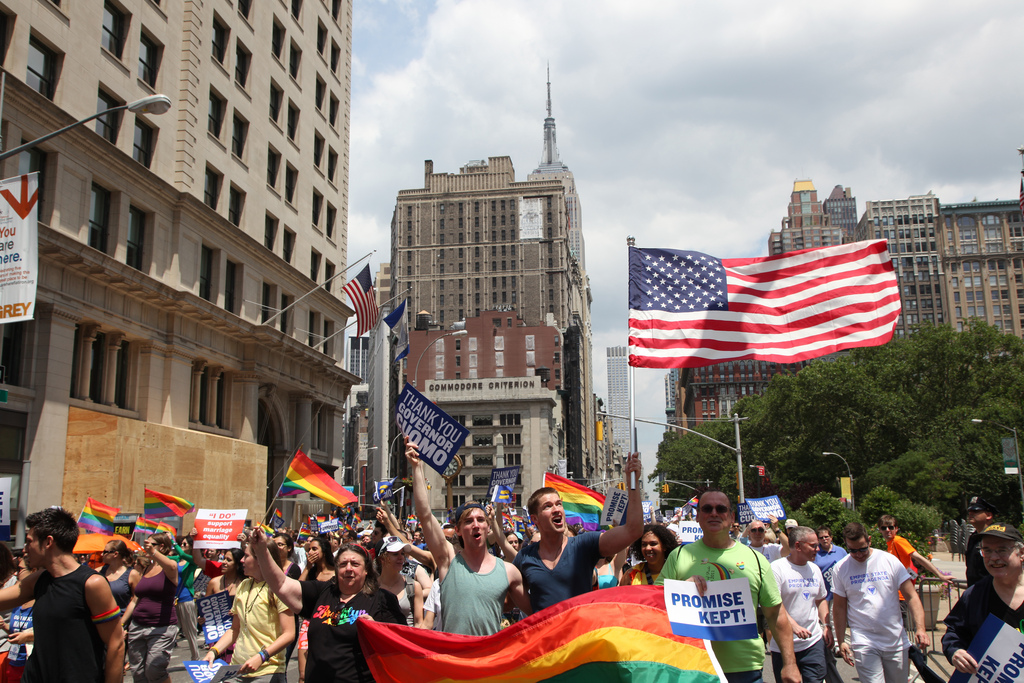
Marcha del Orgullo en Nueva York (2011).

### 2011
- Dan Savage y su esposo Terry Miller: del Proyecto It Gets Better, cuya misión es prevenir el suicidio entre los jóvenes LGBT[62]
- Rev. Pat Bumgardner: de la Iglesia de la Comunidad Metropolitana de Nueva York, que se identifica como queer [62][63]
- Imperial Court of New York: parte del Imperial Court System, una de las organizaciones LGBT más antiguas y más grandes en el mundo[62][64]

### 2010
- Constance McMillen: estudiante lesbiana del condado de Itawamba (Misisipi) a quien su colegio le negó el permiso de llevar a su novia a la fiesta de graduación de secundaria, lo que llevó a la ACLU a entablar una demanda en contra del colegio[65][66]
- Judy Shepard: madre de Matthew Shepard, asesinado en octubre de 1998 en uno de los casos de más alto perfil de crímenes de odio en contra de personas LGBT[67]
- Dan Choi: ex oficial de infantería del Ejército de los Estados Unidos, activista LGBT y crítico de la política Don't ask, don't tell[68]

### 2009: Stonewall 40
En el 2009 se conmemoró el 40.º aniversario de los disturbios de Stonewall en la Ciudad de Nueva York. Por consiguiente, HOP trabajó en conjunto con el gobierno local de la ciudad en promocionar la actividad para que asistieran personas de todo el mundo. Ese año, las personas designadas como Grand Marshals fueron:
- Cleve Jones: activista estadounidense a favor de los derechos LGBT y de las personas portadoras de VIH
- Anne Kronenberg: activista, directora de campaña de Harvey Milk
- Dustin Lance Black: guionista, productor y director, activista pro derechos LGBT

### 2008
- Gilbert Baker: activista, diseñador de la bandera LGBT
- Candis Cayne: actriz trans
- Gobernador de Nueva York David Paterson
- Senador de Nueva York Chuck Schumer
- Alcalde de Nueva York Mike Bloomberg[70]